# 相模川

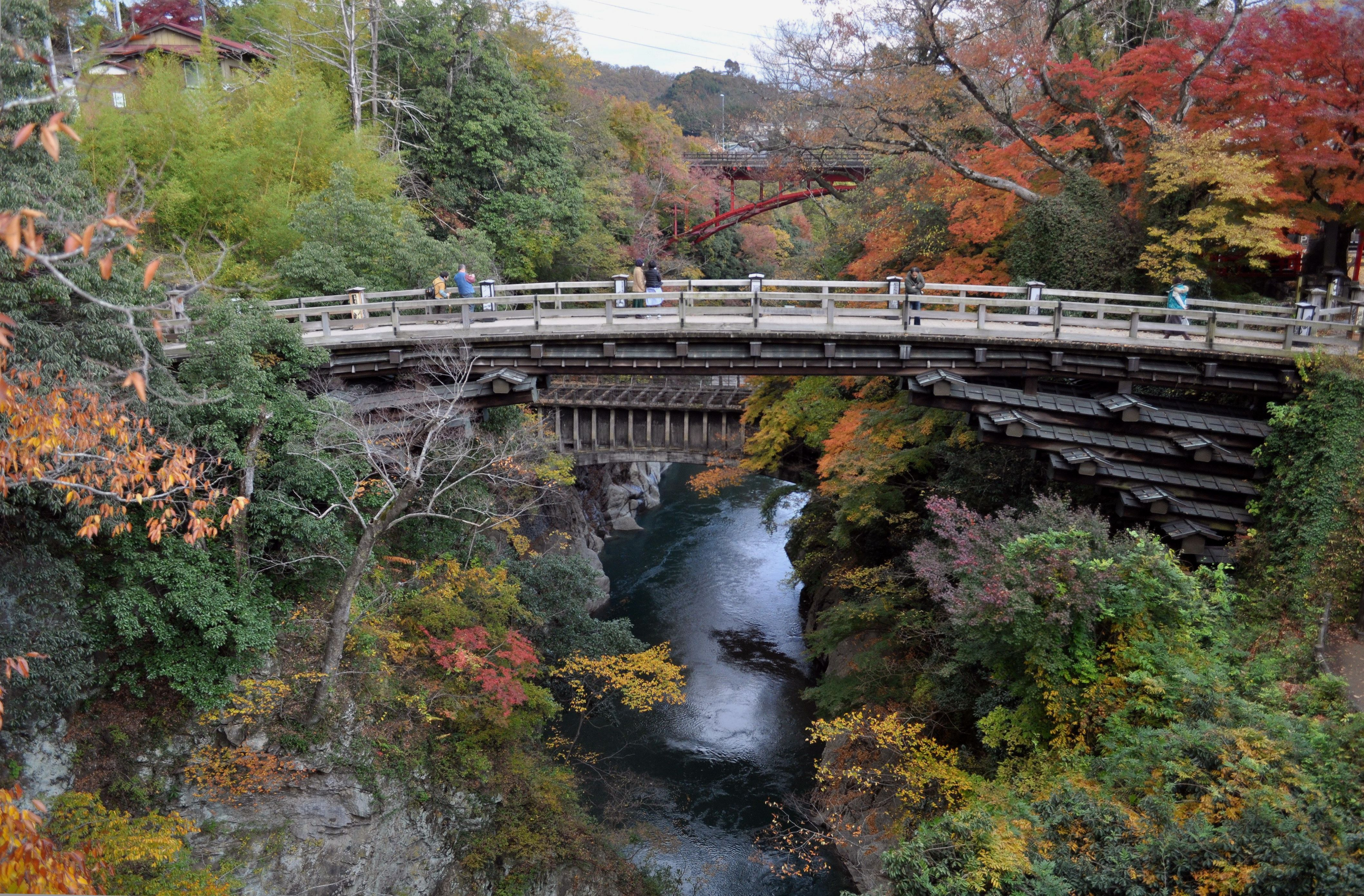
上游的桂川與名勝猿橋（2017年11月16日）

相模川（日语：／ Sagamigawa */?）是流經山梨縣和神奈川縣相模川水系的干流，為一級河川。全長109km、流域面積1,680 km²。水源為富士五湖之一的山中湖。

## 名稱
相模川的名稱源自於相模國。
上流的山梨縣稱之為桂川（日语：／），取自於都留市、忍野村、山中湖村交界的石割山石割神社神木－桂木，其後方御釜石湧出的水是相模川的源流之一。
靠近河口的下游也稱馬入川（日语：／）。傳聞在鎌倉時代，源賴朝參加相模川的東海道相模川橋落成時，其馬匹跌落河中，因此稱做「馬入川」。
古時因多香魚（鮎），又稱鮎川（日语：／）。江戶時代起，相模川產的香魚以「獻上鮎」獻給江戶城的將軍家。

## 地理
相模川源自於山梨縣南都留郡山中湖村的山中湖。在聚集富士山北麓的水源後先往西北流，至富士吉田市轉向東北。經過都留市在大月市轉向東流。經過相模原市相模湖與津久井湖兩個水庫後慢慢轉至厚木市南下貫穿神奈川縣中部，於平塚市、茅崎市交界注入相模灣。
都留市以上的上游可見富士山噴發流下的相關地形。大月市起兩岸可見河岸段丘地形，從相模原市綠區東部開始進入相模平野。左岸是呈複數段丘面的相模野台地（相模原台地），從厚木市、座間市往下游則是發達的沖積平原。河口未形成明顯的三角州。
古相模川是從現在的鶴見川河口注入古東京灣，其西遷過程曾穿過現在帷子川、現引地川、現境川河道。

## 水利
1938年，神奈川開始推動相模川河水統制事業，進行河川開發。除了建設水道連結相模水壩形成的相模湖、城山水壩形成的津久井湖與中津川宮瀨水壩的宮瀨湖，並透過寒川取水堰與相模大堰等進行取水，成為縣西部以外的神奈川縣各都市（橫濱市、川崎市、橫須賀市、相模原市、鎌倉市等）水源之一。另外，津久井湖作為神奈川縣企業廳的水力發電事業，與境川本澤水壩城山湖相互配合進行抽蓄發電。這也是神奈川縣唯一一個採用抽蓄發電的地方自治體公營發電站。而山梨縣內有東京電力前身之一的東京電燈於明治時代後期所建設的駒橋發電所等水力發電所，支流葛野川流域有利用富士川水系的葛野川發電所，葛野川支流土室川則設有葛野川水壩。另外，山梨縣還有為了葛野川治水與水利而建設的深城水壩。
如同古名鮎川，相模川盛產香魚。直至今日，釣香魚在山梨縣、城山水壩以南、神奈川縣流域仍十分盛行。特別的是生活於不忍池等地的鸕鶿也會來到相模川捕食香魚。相模川現在每年由當地漁業組合控制魚苗放流。然而大量釣客與遊客也帶來了大量垃圾。

## 支流

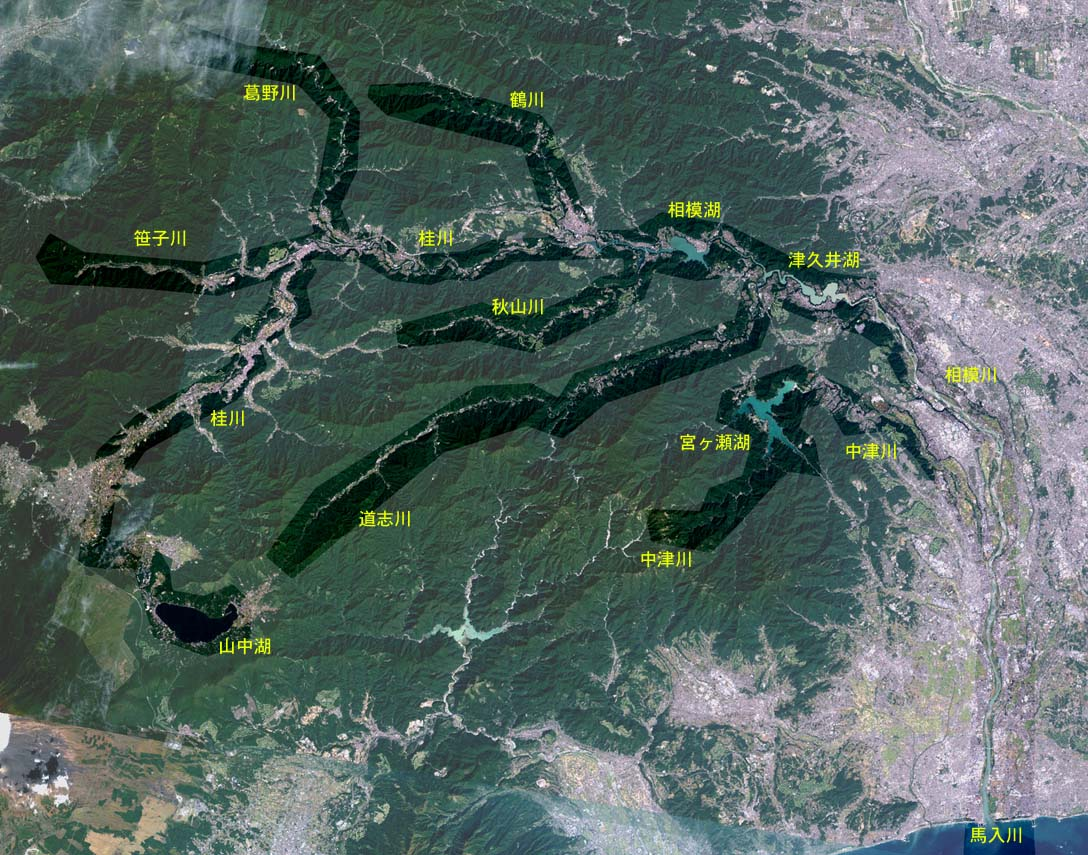
相模川衛星圖

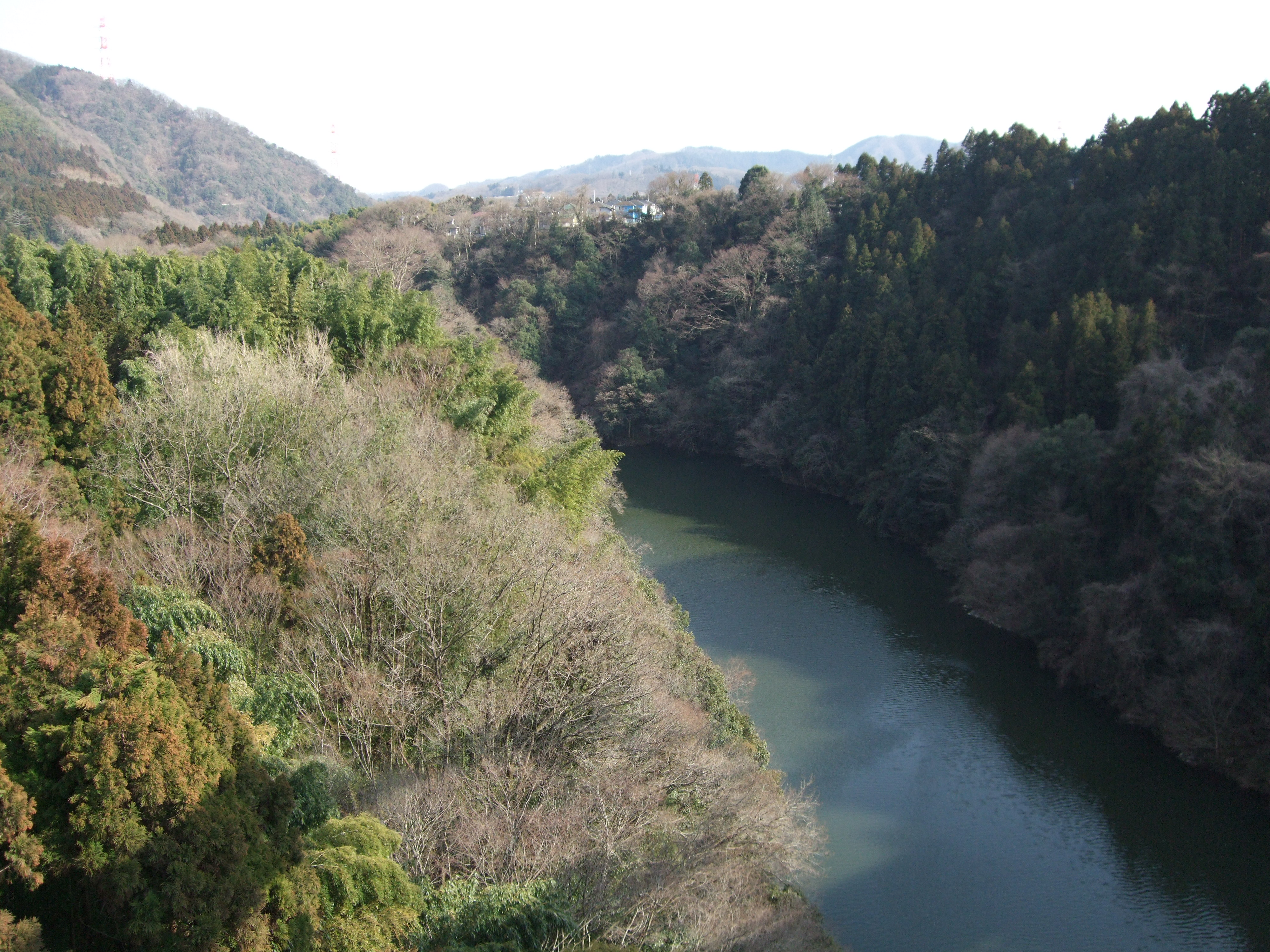
桂橋望向下游（相模原市綠區相模湖町，2008年3月）

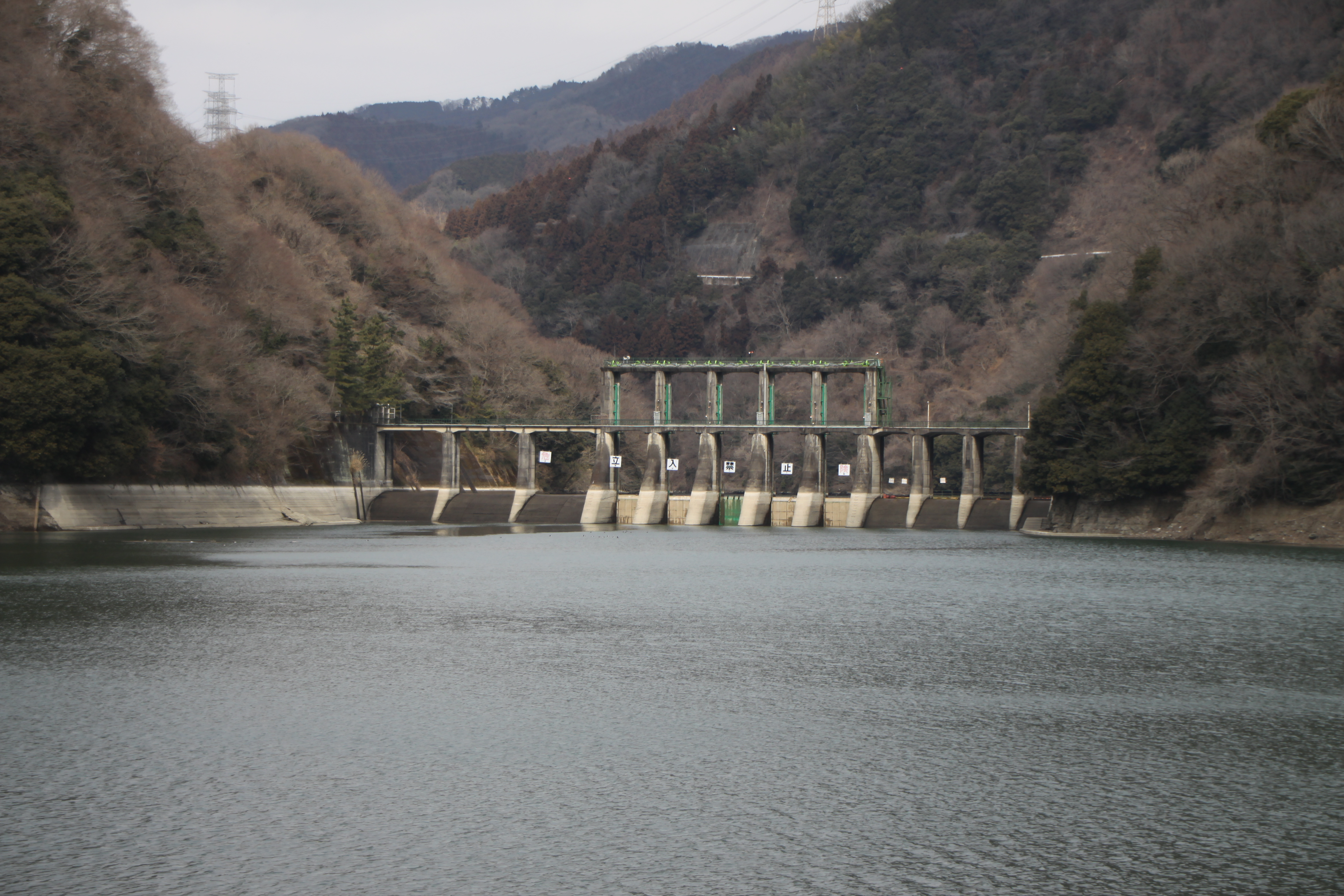
沼本水壩

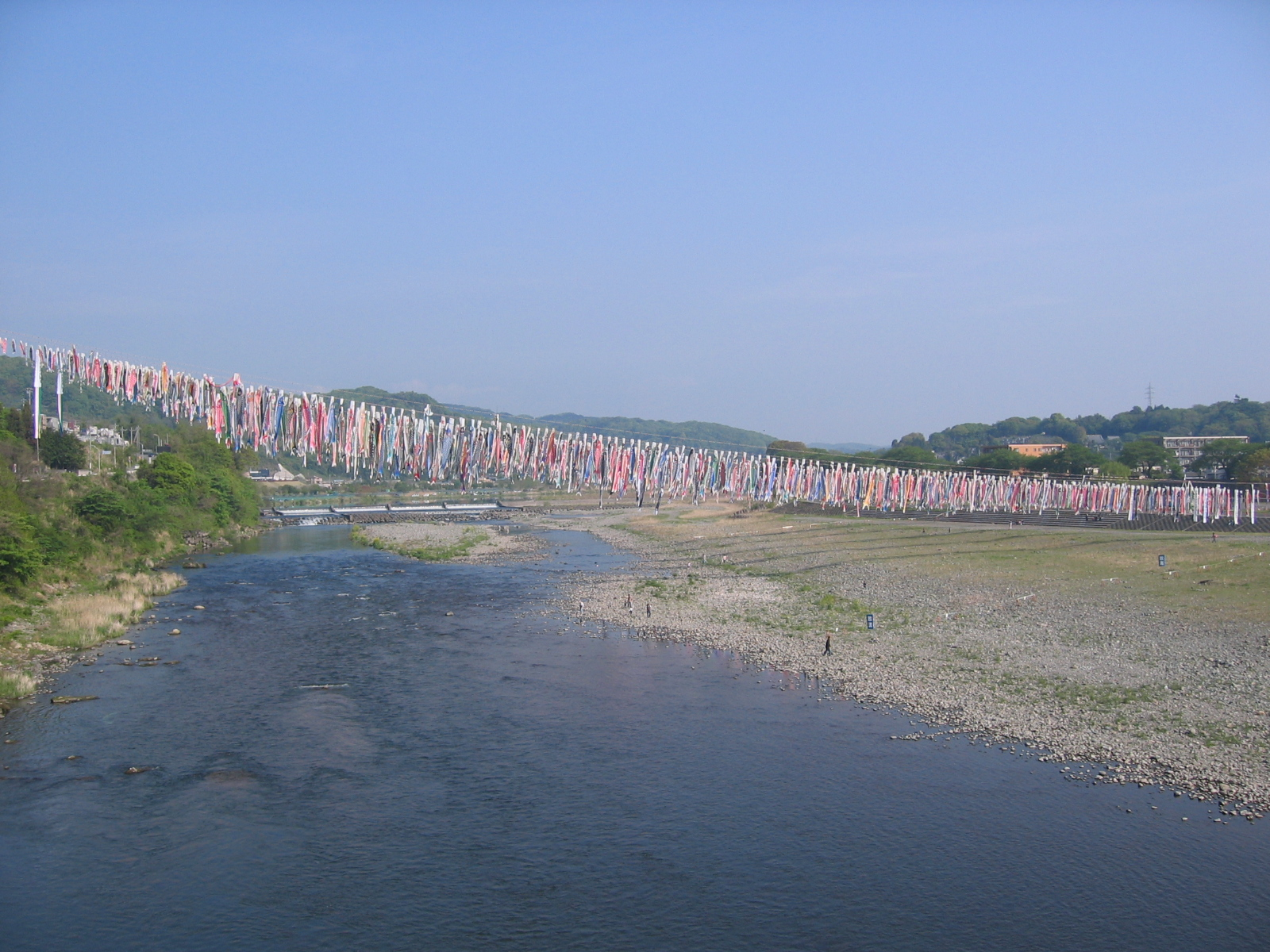
高田橋的鯉魚旗（愛川町，2006年4月）

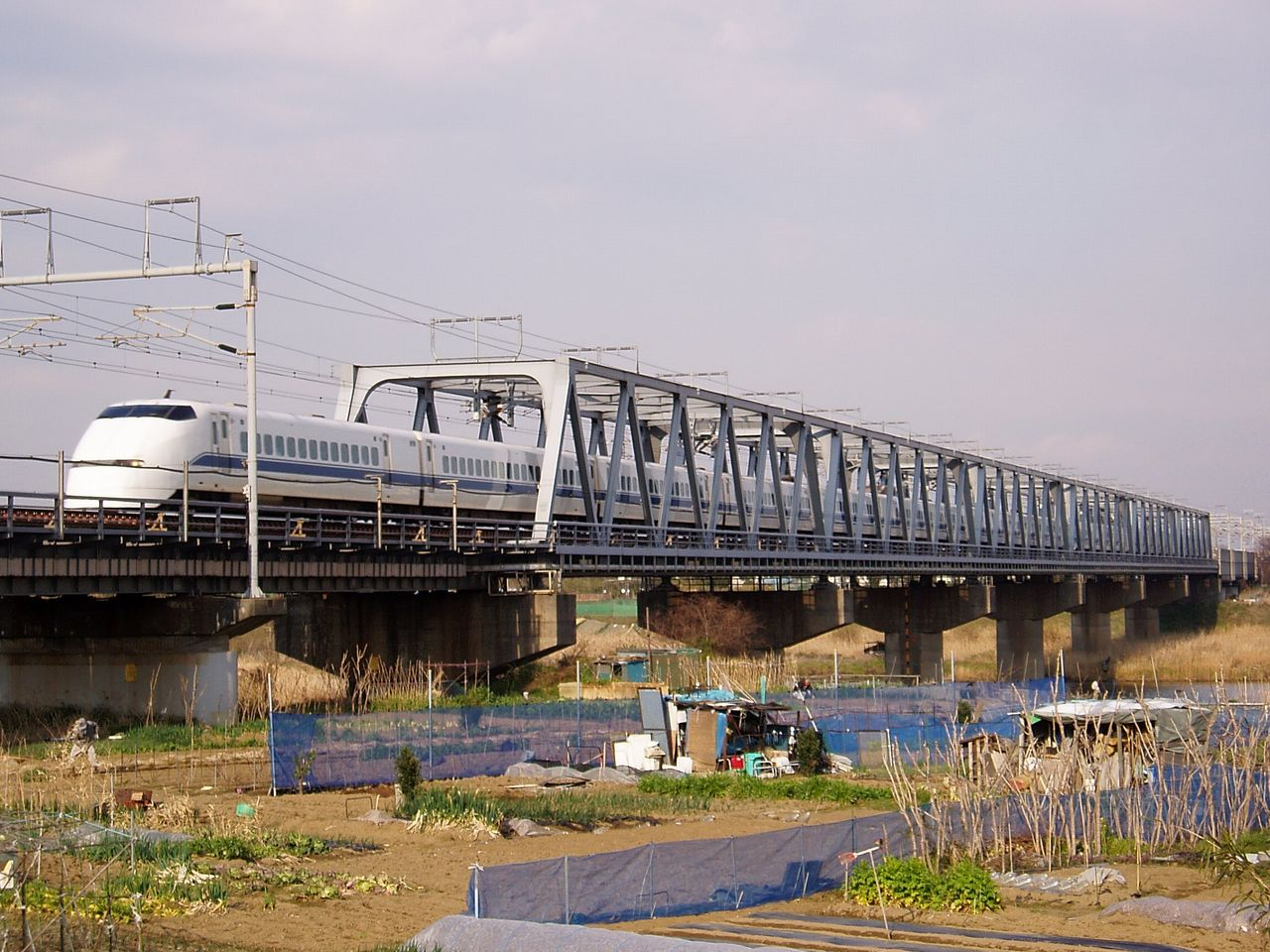
新幹線相模川橋梁（平塚市、寒川町，2007年3月）

- 宮川（日语：宮川 (山梨県)）（富士吉田市） - 左岸
- 鹿留川（日语：鹿留川）（都留市） - 右岸
- 柄杓流川（都留市） - 左岸
- 大幡川（都留市） - 左岸
- 朝日川（都留市） - 右岸
- 笹子川（日语：笹子川）（大月市） - 左岸
- 淺利川（大月市） - 左岸
- 葛野川（日语：葛野川）（大月市） - 左岸
- 小澤川（大月市） - 右岸
- 鶴川（日语：鶴川 (山梨県)）（上野原市） - 左岸
- 境川（上野原市・相模原市） - 左岸
- 秋山川（日语：秋山川 (相模川水系)）（相模原市） - 右岸
- 澤井川（相模原市） - 左岸
- 篠原川（相模原市） - 右岸
- 阿津川（日语：阿津川）（相模原市） - 右岸
- 道志川（相模原市） - 右岸
- 大澤川（日语：大沢川）（相模原市） - 右岸
- 谷津川（相模原市） - 左岸
- 串川（日语：串川 (神奈川県)）（相模原市） - 右岸
- 下倉川（相模原市） - 右岸
- 藤木川（相模原市） - 右岸
- 下河原川（相模原市） - 右岸
- 八瀨川（日语：八瀬川）（相模原市） - 左岸
- 姥川（日语：姥川）（相模原市） - 左岸
- 鳩川（日语：鳩川）（海老名市） - 左岸
- 中津川（日语：中津川 (相模川水系)）（厚木市） - 右岸
- 小鮎川（日语：小鮎川）（厚木市）
- 恩曾川（日语：恩曾川）（厚木市）
- 玉川（日语：玉川 (相模川水系)）（厚木市） - 右岸
- 永池川（高座郡寒川町） - 左岸
- 目久尻川（高座郡寒川町、平塚市） - 左岸
- 小出川（日语：小出川）（茅崎市） - 左岸
- 千之川（茅崎市） - 左岸

## 湖泊、水壩
相模川主流
- 山中湖 - 源流
- 相模湖 - 相模水壩（日语：相模ダム）
- 沼本水壩（日语：沼本ダム）
- 津久井湖 - 城山水壩（日语：城山ダム）

葛野川
- 鹽地之森深城湖 - 深城水壩（日语：深城ダム）
- 松姬湖 - 葛野川水壩（日语：葛野川ダム）（支流土室川）

道志川
- 奥相模湖 - 道志水壩（日语：道志ダム）

中津川
- 宮瀨湖（日语：宮ヶ瀬湖） - 宮瀨水壩（日语：宮ヶ瀬ダム）
- 石小屋湖 - 石小屋水壩（日语：宮ヶ瀬副ダム）

宮川
- 河口湖

## 流域自治體
主流流經的自治體
山梨縣
南都留郡山中湖村、忍野村、富士吉田市、南都留郡西桂町、都留市、大月市、上野原市
神奈川縣
相模原市、愛甲郡愛川町、厚木市、座間市、海老名市、高座郡寒川町、平塚市、茅崎市
支流流經的市町村及河川名
- 山梨縣
  - 南都留郡
    - 道志村（道志川）
    - 富士河口湖町 (宮川)
- 神奈川縣
  - 愛甲郡
    - 清川村（中津川（日语：中津川 (相模川水系)））

  - 秦野市（藤熊川）
  - 伊勢原市（日向川）
  - 綾瀨市（目久尻川）
  - 藤澤市（目久尻川）

## 關連項目
- 忍野八海
- 富士五湖
- 富士山

## 外部連結
- 相模川 （页面存档备份，存于） - 京濱河川事務所
- 相模川接觸科學館 （页面存档备份，存于）
- 桂川·相模川流域協議會 （页面存档备份，存于）